# Puente Cal y Canto (station)
Puente Cal y Canto är en tunnelbanestation i tunnelbanesystemet Metro de Santiago i Santiago, Chile. Namnet kommer från en bro ("Puente de Calicanto") som stod i närheten av platsen fram till 1888. Stationen ligger på Linje 2 och kommer även vara en stationen på den kommande Linje 3. Nästföljande station i riktning mot Vespucio Norte är Patronato och nästa station i riktning mot Hospital El Pino är Santa Ana.